# Świerznica, Tỉnh West Pomeranian
Świerznica [ɕfjɛʐˈnit͡sa] (trước đây là Zwirnitz của Đức) là một ngôi làng thuộc khu hành chính của Gmina Rąbino, thuộc quận Świdwin, West Pomeranian Voivodeship, ở phía tây bắc Ba Lan.
Trước năm 1945, khu vực này là một phần của Đức. Đối với lịch sử của khu vực, xem Lịch sử của Pomerania.